# 信太郡
- 令制国一覧 > 東海道 > 常陸国 > 信太郡
- 日本 > 関東地方 > 茨城県 > 信太郡

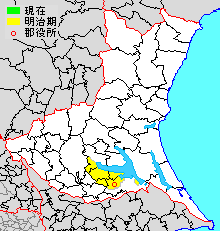
茨城県信太郡の範囲

信太郡（しだぐん）は、白雉4年（653年）に建てられた常陸国（茨城県）の郡。明治29年（1896年）に廃止された。

## 古代
『常陸国風土記』によると、白雉4年（653年）、小山上物部河内、大乙上物部会津らが、惣領高向の大夫らに請いて、筑波と茨城の郡の700戸を分かちて信太の郡を置けり、この地はもと日高見国なり、とされる。郡内の「浮島」（現在の稲敷市）について『風土記』には「古老曰く、日本武尊海辺に巡行でまして乗浜に行き至りたまひき。時に浜・浦の上に多に海苔を乾せり　是に由りて能理波麻の村と名づくと云へり　乗浜の里の東に浮嶋の村あり　四面絶海にして山と野交錯れり　戸は一十五烟　田は七八町余なり　居める百姓塩を火きて業と為す　而して九つの社ありて言と行を謹諱めり」とあり、現在は陸続きであるが、当時は海域が広く遠浅な海に浮かぶ島であったことがわかる。さらに「大足日子の天皇浮島の張宮に幸きし給ひし時水の供御なかりき即ち占者を遣して占訪はしめ所々穿らしめたまひき」とあり、景行天皇が日本武尊の蝦夷征討の蹟を巡行し、途中の浮島に仮宮を営んでおよそひと月の間滞在したことを伝えている。
後の『和名類聚抄』には、大野郷・高久郷・小野郷・朝夷郷・高田郷・子方郷・志万郷・中家郷・嶋津郷・信太郷・乗浜郷・稲敷郷・阿弥郷・駅家郷の14郷が載せられ、 郷は即ち里であり五十戸なので、『常陸国風土記』の700戸と整合し14里の郡であったことが判る。これは行方郡の15里、700戸と同等であり、香島郡の3倍である。また、行方郡など他の常陸国の豪族には壬生氏の名が上げられることが多いが、当郡では物部氏が上げられ、香取海の対岸の下総国との関係をうかがわせる。式内社に楯縫神社と阿彌神社があり、香取・鹿島両神宮との関係もうかがわせる。
『将門記』には平良兼が、上総国武射郡から下総国香取郡の神前の津（神崎町）を経て、当郡の苛前の津（江戸崎町）に渡り、良正がいる水守へ向かったとあり、桓武平氏将門流の信田氏の本拠地でもあった。
保元の乱で崇徳上皇に組みして敗れた藤原教長はこの地へ配流され、浮島にある西浜観音堂に 7年間幽閉されていたという。

### 郷
『和名類聚抄』に記される郡内の郷（14郷）。
大野郷、高久郷、小野郷、朝夷郷、高田郷、子方郷、志万郷、中家郷、嶋津郷、信太郷、乗浜郷、稲敷郷、阿弥郷、駅家郷

### 式内社
『延喜式』神名帳に記される郡内の式内社。
| 神名帳             | 神名帳     | 神名帳 | 神名帳         | 比定社                 | 比定社                 | 比定社 | 集成 |
| 社名               | 読み       | 格     | 付記           | 社名                   | 所在地                 | 備考   | 集成 |
| ------------------ | ---------- | ------ | -------------- | ---------------------- | ---------------------- | ------ | ---- |
| 信太郡 2座（並小） |            |        |                |                        |                        |        |      |
| 楯縫神社           | タテヌヒノ | 小     |                | 楯縫神社               | 茨城県稲敷郡美浦村木原 |        |      |
| 阿弥神社           | アミノ     | 小     |                | （論）阿彌神社         | 茨城県稲敷郡阿見町竹来 |        |      |
| 阿弥神社           | アミノ     | 小     | （論）阿彌神社 | 茨城県稲敷郡阿見町中郷 |                        |        |      |

## 明治維新後

### 近代以降の沿革
- 「旧高旧領取調帳」に記載されている明治初年時点での支配は以下の通り。●は村内に寺社領が存在。幕府領は小川達太郎支配所・河津伊豆守支配所・福田所左衛門支配所が管轄[3]。（92村）

| 知行         | 知行                   | 村数 | 村名 |
| ------------ | ---------------------- | ---- | --- |
| 幕府領       | 幕府領（小川）         | 6村  | 吉原村、塙村、堀田村、根本村、土浦村、布佐村 |
| 幕府領       | 幕府領（福田）         | 1村  | 沖新田 |
| 幕府領       | 幕府領（河津）         | 1村  | 浮島村 |
| 幕府領       | 幕府領（小川）・旗本領 | 8村  | 船子村、島津村、大塚村、大山村、馬見山村、佐倉村、鳩崎村、●古渡村 |
| 幕府領       | 与力給地               | 1村  | 大形村 |
| 幕府領       | 旗本領                 | 30村 | 乙戸村、上条村、阿見村、小池村、石川村、村田村、羽賀村、小羽賀村、●蒲ヶ山村、上君山村、下君山村、木原村、茂呂村、谷中村、山王村、山内村、中野内村、八井田村、根火村、牛込村、馬掛村、間野村、本橋村、定光村、木村、宮地村、大須賀津村、大谷村、興津村、信太村 |
| 藩領         | 常陸土浦藩             | 16村 | 飯田村、矢作村、宍塚村、佐野子村、上高津村、中高津村、下高津村、小松村、大岩田村、小岩田村、永国村、中村西根村、右籾村、摩利山新田、烏山村、中村 |
| 藩領         | 常陸牛久藩             | 2村  | 荒川沖村、荒川本郷村 |
| 藩領         | 陸奥仙台藩             | 13村 | 上長村、実穀村、青宿村、廻戸村、若栗村、飯倉村、掛馬村、大室村、竹来村、追原村、君島村、請領村、福田村 |
| 藩領         | 下総関宿藩             | 12村 | 小坂村、奥原村、島田村、大和田村、正直村、井ノ岡村、桂村、久野村、月出里村、沼田村、時崎村、犬塚村 |
| 幕府領・藩領 | 旗本領・関宿藩         | 2村  | 松山村、江戸崎村 |

- 慶応4年
  - 7月2日（1868年8月19日） - 幕府領・旗本領が安房上総知県事の管轄となる。
  - 9月24日（1868年11月8日） - 戊辰戦争後の処分により仙台藩が廃藩。当郡内の領地が安房上総知県事の管轄となる。
- 明治元年
  - 12月14日（1869年1月26日） - 戊辰戦争後の処分により関宿藩が減封。当郡内の領地が安房上総知県事の管轄となる。
- 明治2年2月9日（1869年3月21日） - 安房上総知県事の管轄地域が宮谷県の管轄となる。
- 明治4年
  - 領地替えにより、全域が土浦藩の管轄となる。
  - 7月14日（1871年8月29日） - 廃藩置県により、全域が土浦県の管轄となる。
  - 11月14日（1871年12月25日） - 第1次府県統合により、全域が新治県の管轄となる。
- 明治5年 - 江戸崎村の一部より天王村が起立。（93村）
- 1875年（明治8年）5月7日 - 第2次府県統合により茨城県の管轄となる。

### 郡区町村編制法施行後
- 1878年（明治11年）12月2日 - 郡区町村編制法の茨城県での施行により、行政区画としての信太郡が発足。「信太河内郡役所」が江戸崎町に設置され、河内郡とともに管轄。行政区画として発足した当時の郡域は、下記の区域にあたる。
  - 土浦市の一部（概ね上高津、下高津、富士崎、小松、滝田以南[5]）
  - 牛久市の一部（小坂町以東）
  - 稲敷市の一部（浮島および小野川以北）
  - 稲敷郡美浦村・阿見町の全域
- 1882年（明治15年） - 清明川上流右岸の開拓地に鈴木村が起立。（94村）
- 1886年（明治19年） - 天王村が江戸崎村に合併。（93村）
- 1889年（明治22年） - 大和田村が奥原村に合併。（92村）

### 町村制以降の沿革

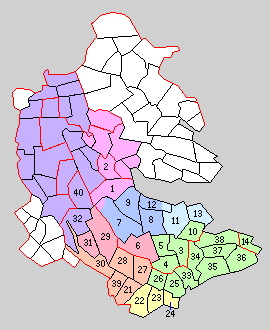
1.東村 2.中家村 3.江戸崎町 4.君賀村 5.沼里村 6.奥野村 7.朝日村 8.君原村 9.阿見村 10.鳩崎村 11.木原村 12.舟島村 13.安中村 14.浮島村（桃：土浦市 赤：牛久市 緑：稲敷市 青：稲敷郡阿見町 水色：稲敷郡美浦村 21 - 40は河内郡）

- 1889年（明治22年）4月1日 - 町村制の施行により、下記の町村が発足[6]。（1町13村）
  - 東村 ← 中村、摩利山新田、乙戸村、永国村、中村西根村、右籾村、烏山村、小岩田村、大岩田村（現・土浦市）
  - 中家村 ← 上高津村、中高津村、下高津村、小松村、佐野子村、飯田村、矢作村、宍塚村、新治郡粕毛村（現・土浦市）
  - 江戸崎町 ← 江戸崎村、犬塚村（現・稲敷市）
  - 君賀村 ← 上君山村、下君山村、羽賀村、村田村、松山村（現・稲敷市）
  - 沼里村 ← 沼田村、月出里村、蒲ヶ山村、時崎村、小羽賀村（現・稲敷市）
  - 奥野村 ← 奥原村、久野村、井ノ岡村、桂村、小坂村、島田村、正直村（現・牛久市）
  - 朝日村 ← 荒川沖村、沖新田（現・土浦市）、実穀村、吉原村、小池村、福田村、上長村、荒川本郷村（現・稲敷郡阿見町）
  - 君原村 ← 君島村、追原村、大形村、石川村、塙村、上条村、飯倉村（現・稲敷郡阿見町）
  - 阿見村 ← 阿見村、青宿村、廻戸村、大室村、鈴木村、若栗村（現・稲敷郡阿見町）
  - 鳩崎村 ← 鳩崎村、佐倉村、古渡村（現・稲敷市）
  - 木原村 ← 木原村、請領村、大須賀津村、茂呂村、宮地村、布佐村、大谷村、信太村、興津村（現・稲敷郡美浦村）
  - 舟島村 ← 島津村、竹来村、掛馬村（現・稲敷郡阿見町）、船子村（現・稲敷郡美浦村）
  - 安中村 ← 木村、大山村、土浦村、馬見山村、山王村、八井田村、山内村、谷中村、大塚村、中野内村、定光村、本橋村、間野村、牛込村、堀田村、根本村、根火村、馬掛村（現・稲敷郡美浦村）
  - 浮島村（単独村制。現・稲敷市）
- 1896年（明治29年）4月1日 - 以下の変更に伴い、信太郡廃止。
  - 東村・中家村の所属郡が新治郡に変更。
  - 郡制の施行のため、河内郡の大部分（小野川村を除く）・信太郡の大部分（東村・中家村を除く）の区域をもって稲敷郡が発足。

## 行政
信太・河内郡長
| 代 | 氏名 | 就任年月日                | 退任年月日                | 備考                 |
| -- | ---- | ------------------------- | ------------------------- | -------------------- |
| 1  |      | 明治11年（1878年）12月2日 |                           |                      |
|    |      |                           | 明治29年（1896年）3月31日 | 分割により信太郡廃止 |